# Jim Van De Laer
Jim Van De Laer (Aarschot, 11 april 1968) is een Belgisch voormalig beroepswielrenner. Zijn terrein waren de heuvelklassiekers en het hooggebergte. 

## Belangrijkste overwinningen
1993
- 3e etappe Vuelta a los valles Mineros

1995
- Eindklassement Niederösterreich Rundfahrt

## Resultaten in voornaamste wedstrijden
| Jaar | Ronde van Italië | Ronde van Frankrijk | Ronde van Spanje |
| ---- | ---------------- | ------------------- | ---------------- |
| 1989 |                  |                     |                  |
| 1990 |                  |                     |                  |
| 1991 |                  |                     | 32e              |
| 1992 |                  | 30e                 |                  |
| 1993 |                  | opgave              |                  |
| 1994 |                  | 24e                 |                  |
| 1995 | opgave           | 76e                 |                  |
| 1996 |                  |                     |                  |

| Jaar | Milaan-San Remo | Gent-Wevelgem | Amstel Gold Race | Luik-Bast.‑Luik | Parijs-Brussel | Clásica San Sebastián |
| ---- | --------------- | ------------- | ---------------- | --------------- | -------------- | --------------------- |
| 1989 |                 |               |                  |                 | 44e            |                       |
| 1990 |                 |               |                  |                 | 13e            |                       |
| 1991 |                 |               |                  | 89e             |                |                       |
| 1992 | 12e             |               | 31e              | 12e             |                | 9e                    |
| 1993 | 155e            |               |                  | 56e             | 21e            | 66e                   |
| 1994 | 52e             |               |                  | 36e             |                |                       |
| 1995 |                 | 17e           | 38e              |                 | 51e            |                       |
| 1996 |                 |               |                  |                 |                | 111e                  |